# Hal Lindes
Hal Lindes (născut pe 30 iunie 1953 în Monterey, SUA) este un chitarist și compozitor anglo-american. În 1979 a cântat la chitară în formația Darling cu care a lansat albumul Put It Down to Experience în același an. În 1980 s-a alăturat formației rock Dire Straits cu care a înregistrat albume până când a părăsit grupul din cauza unor neînțelegeri legate de bani. A compus de asemenea muzică pentru un număr mare de filme.
Pe lângă activitatea cu Dire Straits, Lindes a fost chitarist pe primul album solo al cântărețului/compozitorului scoțian Fish, Vigil In a Wilderness of Mirrors. A compus muzică și pentru serialele Between The Lines și Band of Gold.